# 조병문
조병문(曺秉雯, 1911년 ~ 1994년 5월 14일)은 대한민국의 정치인이다.
진도공립보통학교를 졸업하고 1948년 12월 11일부터 1950년 4월 21일까지 제4대 진도군수를 역임하였으며 자유당 진도군당 위원장, 진도 금융조합장을 지냈다. 제2대, 제3대 민의원의원이었다.

## 역대 선거 결과
|  | 35.94% |

|  | 31.08% |

|  | 42.31% |

|  | 42.32% |

## 참고 자료
- 조병문 - 대한민국헌정회
- 진도군청 홈페이지